# China Daily
China Daily (chiń. 中国日报, pinyin: Zhōngguó Rìbào) – największy anglojęzyczny dziennik wydawany w Chińskiej Republice Ludowej, założony w 1981 roku. 
Siedziba redakcji znajduje się w dzielnicy Chaoyang w Pekinie, a jej oddziały są w wielu dużych chińskich miastach, a także kilku zagranicznych stolicach.
Wydanie hongkońskie (chiń. trad. 中國日報香港版, chiń. upr. 《中国日报香港版》, pinyin: Zhōngguó Rìbào Xiānggǎng Bǎn) ukazuje się od 6 października 1997 roku i ma na celu wyjaśnianie polityki rządu ChRL. Przekazuje bieżące sprawy polityczne, ekonomiczne, społeczne i kulturalne zarówno Chin kontynentalnych, jak i Hongkongu.
Wśród dzienników i czasopism wydawanych przez grupę China Daily Group, znajdują się też m.in.: 21st Century, Beijing Weekend, China Business Weekly, China Daily Hong Kong Edition oraz Shanghai Star. China Daily jest członkiem stowarzyszenia mediów – Asia News Network.
Publikacja spotkała się z międzynarodową krytyką w latach 2019–2021. Organizacja pozarządowa Reporterzy bez Granic zarzuciła China Daily aktywny udział w rozpowszechnianiu chińskiej propagandy. Międzynarodowe media, m.in. The New York Times, The Guardian, BBC, CNN i NPR opublikowały relacje z rozpowszechniania przez China Daily dezinformacji i fake news związanych z protestami w Hongkongu 2019–20 i nt. epidemii koronawirusa. Przez wiele lat wiele międzynarodowych mediów przedrukowywało publikacje China Daily na zasadzie dzielenia się tekstami z redakcji partnerskich, jednak w 2020 r. z powodu ww. zarzutów wiele z nich zerwało współpracę z China Daily.